# Vickers Wellington
O Vickers Wellington foi um bombardeiro médio britânico da Segunda Guerra Mundial. Foi o melhor bombardeiro bimotor da RAF durante a guerra, e suportou o peso dos bombardeios noturnos até a chegada dos quadrimotores, como o Avro Lancaster. O Wellington continuou atuando durante toda a guerra realizando outras tarefas, sobretudo como avião anti-submarino. 

## Projeto e desenvolvimento
Foi desenhado a partir de uma especificação de 1932 e entraria em serviço em 1938, sendo o único bombardeiro britânico que foi produzido durante todo o conflito. Era superior aos alemães em capacidade de carga de bombas e armamento defensivo, mas um pouco mais lento Dornier Do 17 (1 800 kg de bombas) e Heinkel He 111 (2 000 kg de bombas) e aos soviéticos Tupolev SB (600-1 000 kg de bombas) e Ilyushin DB-3 (2 500 kg de bombas). O Savoia-Marchetti SM.79 italiano era o único que era igualmente bem armado que o Wellington, além de ser mais rápido, mas por outro lado, levava bem menos bombas (O Wellington conseguia levar até 3 000 kg de bombas, enquanto o SM.79 apenas 1 500 kg.).
O Wellington foi popularmente conhecido como Wimpy pelos membros da RAF, pela personagem J. Wellington Wimpy das histórias de Popeye. O Wellington batizado como "B for Bertie" foi protagonista do filme de 1942 One of Our Aircraft Is Missing. Este foi um dos dois bombardeiros aos que lhe deu nome Arthur Wellesley, 1.º Duque de Wellington, sendo o outro o Vickers Wellesley.

## Histórico operacional
O primeiro bombardeio da Royal Air Force na guerra foi protagonizado por Wellingtons dos esquadrões No. 9 e No. 149, junto com Bristol Blenheims, contra barcos alemães em Brunsbüttel em 4 de setembro de 1939. Durante este ataque, os dois Wellingtons converteram-se nos primeiros aviões a serem derrubados na fronte ocidental. Os esquadrões 9, 37 e 149 voltaram a atuar em 18 de dezembro desse ano numa missão contra barcos alemães em Schillig e Wilhelmshaven. Os caças da Luftwaffe acabaram com 12 dos bombardeiros e danificaram seriamente outros três; pondo de manifesto a vulnerabilidade dos aviões na hora de atacar caças, ao não ter os tanques de combustível selados nem suficiente armamento defensivo. O Wellington não tinha defesas contra os ataques que vinham desde cima e abaixo. Como consequência disto, os Wellingtons foram trasladados a operações noturnas e participaram no primeiro ataque noturno a Berlim, em 25 de agosto de 1940. No primeiro ataque de 1 000 aviões a Köln, em 30 de maio de 1942, 599 de 1 046 aeronaves eram Wellingtons (101 deles voados por tripulações polonesas).
Os Wellingtons realizaram 47 409 operações, lançando 41 823 toneladas de bombas e perdendo 1 332 aviões em ação.

## Variantes
Bombardeiros
- Type 271
- Type 285 Wellington Mark I
- Type 290 Wellington Mark I
- Type 408 Wellington Mark IA
- Type 416 Wellington Mark IC
- Type 406 Wellington Mark II
- Type 417 Wellington B Mark III
- Type 424 Wellington B Mark IV
- Type 442 Wellington B Mark VI
- Type 440 Wellington B Mark X

Variantes do Comando Costeiro
- Type 429 Wellington GR Mark VIII
- Type 458 Wellington GR Mark XI
- Type 455 Wellington GR Mark XII
- Type 466 Wellington GR Mark XIII
- Type 467 Wellington GR Mark XIV

Variantes de Transporte
- Wellington C Mark XV
- Wellington C Mark XVI

Variantes de Treinadores
- Type 487 Wellington T Mark XVII
- Type 490 Wellington T Mark XVIII
- Wellington T Mark XIX

- Type 298 Wellington Mark II prototype

### Experimentais e conversões
- Type 298 Wellington Mark II prototype
- Type 299 Wellington Mark III prototype
- Type 410 Wellington Mark IV prototype
- Type 416 Wellington (II)
- Type 418 Wellington DWI Mark I
- Type 419 Wellington DWI Mark II
- Type 407 and Type 421 Wellington Mark V
- Wellington Mark VI
- Type 449 Wellington Mark VIG
- Wellington Mark VII
- Type 435 Wellington Mark IC
- Type 437 Wellington Mark IX
- Type 439 Wellington Mark II
- Type 443 Wellington Mark V
- Type 445 Wellington (I)
- Type 454 and Type 459 Wellington Mark IX
- Type 470 and Type 486 Wellington
- Type 478 Wellington Mark X
- Type 602 Wellington Mark X
- Wellington Mark III